# Echinopla octodentata
Echinopla octodentata är en myrart som beskrevs av Hermann Stitz 1911. Echinopla octodentata ingår i släktet Echinopla och familjen myror. Inga underarter finns listade i Catalogue of Life.